# Gedeon
A Gedeon héber eredetű bibliai férfinév, jelentése megfejtetlen, egyesek szerint esetleg kétélű kard, kardforgató vagy sebzett kezű vagy romboló, pusztító.

## Rokon nevek
- Gede:[1] régi magyar személynév, a Gedeon rövidülése.[2]
- Gedő:[1] a Gedeon név önállósult magyar beceneve.[2]
- Gida:[1] a Gedeon név becenevéből önállósult.[3]

## Gyakorisága
Az 1990-es években a Gedeon, Gede, Gedő és Gida szórványos név, a 2000-es években nem szerepelnek a 100 leggyakoribb férfinév között.

## Névnapok
Gedeon, Gedő, Gida
- március 28.
- szeptember 1.
- október 10.

## Híres Gedeonok, Gedék, Gedők és Gidák
- Gedeon, bibliai személy, Izrael bírája
- Barcza Gedeon tanár, sakkozó
- Bibó Gedeon orvos
- Gedeon Burkhard német színész
- Fráter Gedeon karmester
- Mészöly Gedeon  nyelvész, műfordító
- Ráday Gedeon földbirtokos, mecénás, költő
- Richter Gedeon gyógyszerész
- Victor Gedeon színész
- Gedő Ilka képzőművész
- Lázár Gida színész

## Szereplők
- Gedeon bácsi, Payer András dala S. Nagy István szövegére.
- Róbert Gida, Micimackó gazdája
- Torma Gedeon, a Matula igazgatója Szabó Magda Abigél c. regényében